# Paul Schommer
Paul Schommer (* 6. Juni 1992 in Appleton, Wisconsin) ist ein US-amerikanischer Biathlet und vormaliger Skilangläufer. Er startet seit 2017 im Weltcup und nahm an den Olympischen Spielen 2022 teil.

## Sportliche Laufbahn
Schommer begann seine Karriere als Skilangläufer und debütierte 2013 im Nor-Am-Cup. In den folgenden zwei Jahren nahm er an einer Vielzahl von FIS-Rennen in den Vereinigten Staaten teil und bestritt einige Wettkämpfe bei den nationalen Meisterschaften. Nachdem er 2014 an einem Sichtungslehrgang für Biathleten in Lake Placid teilgenommen hatte, beschloss er ein Jahr später, sich ganz auf Biathlon zu konzentrieren, und wurde 2016 in die Entwicklungsmannschaft des US-amerikanischen Verbandes aufgenommen.

### Starts in IBU- und Weltcup
Schommer war bereits zu alt, um an Jugend- oder Juniorenwettkämpfen teilzunehmen, und bestritt deshalb seine ersten internationalen Biathlonrennen im IBU-Cup. Bei seinem ersten Einsatz beim Sprint in Martell im März 2016 erreichte er auf Anhieb die Punkteränge. In der Saison 2016/17 lief er anfangs auch im IBU-Cup, im Januar 2017 nahm er in Antholz an seinem ersten Weltcuprennen teil, im Einzelwettkampf über 20 km sicherte er sich auch hier in seinem ersten Rennen als 33. Weltcuppunkte. Nach einer Teilnahme an den Biathlon-Europameisterschaften 2017 in Duszniki-Zdrój lief er den Rest des Winters fast ausschließlich Rennen im Weltcup. In der folgenden Saison nahm er bis zum Jahreswechsel an allen Weltcups teil, ab Januar 2018 wurde er jedoch wieder der Mannschaft des IBU-Cups zugeteilt und nicht für die Teilnahme an den Olympischen Winterspielen 2018 in Pyeongchang nominiert. In einigen IBU-Cup-Rennen erreichte er wieder die Punkteränge, bei den Europameisterschaften in Ridnaun verfehlte er diese – und damit auch die Medaillenränge – zum Teil deutlich. Im Winter 2018/19 nahm er nur an einem internationalen Rennen teil, den Sprint beim Weltcup in Hochfilzen beendete er als 104. von 106 gewerteten Athleten. Ein Jahr später startete er am Anfang der Saison nur im IBU-Cup, konnte dort jedoch seine bisherigen Leistungen deutlich übertreffen. Bis Ende Dezember beendete er mit einer Ausnahme alle Rennen deutlich innerhalb der Punkteränge, mit einem zweiten Platz beim Sprint in Obertilliach sicherte er sich seine erste Podiumsplatzierung im IBU-Cup. Im Januar 2020 wurde er wieder der US-amerikanischen Weltcupmannschaft zugeteilt. Während er in den Einzelrennen regelmäßig nicht die Top 40 erreichte, ging er mehrmals mit der Herrenstaffel an den Start, die beim Wochenende in Ruhpolding eine Top-10-Platzierung erreichte. Schommer wurde auch für die Teilnahme an den Biathlon-Weltmeisterschaften 2020 in Antholz nominiert, hier platzierte er sich – gemeinsam mit Leif Nordgren, Sean Doherty und Jake Brown – mit der Staffel auf Rang acht.

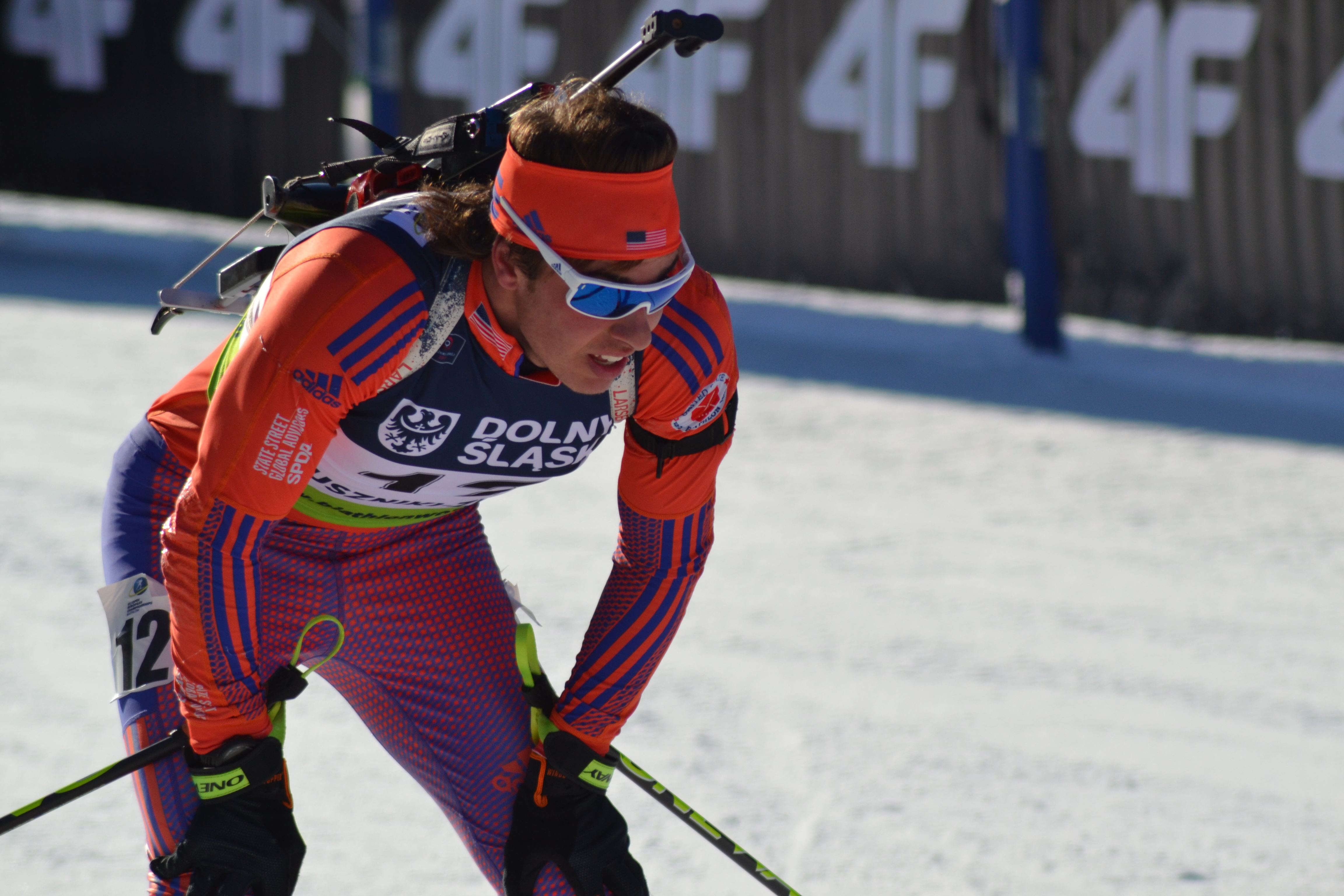
Schommer bei den Europameisterschaften 2017

Nach einer nicht wirklich erfolgreich verlaufenen Saison 2020/21 steigerte sich Schommer im Winter 2021/22 deutlich. Als 22. des saisoneröffnenden Einzels von Östersund stellte er sogleich seine persönliche Bestleistung auf der höchsten Wettkampfebene auf und klassierte sich im Saisonverlauf acht weitere Male unter den besten 40. Hervor stach dabei der überraschende neunte Rang im Einzel von Antholz trotz zweier Schießfehler und die daraus resultierende erstmalige Qualifikation für einen Massenstart, den der US-Amerikaner auf Platz 22 abschloss. Daraufhin nahm er auch erstmals an Olympischen Spielen teil und erzielte im Einzel Rang 35. Aufmerksamkeit bekam er im Mixedstaffelrennen, welches er als Schlussläufer an vierter Stelle liegend von Sean Doherty übernahm, allerdings im Liegendanschlag eine Strafrunde schoss und auf den siebten Platz zurückfiel. Auch in der Folgesaison klassierte sich Schommer mehrfach unter den besten 40 und verpasste auf der Pokljuka-Hochebene in Slowenien eine Podestplatzierung nur knapp. Im Single-Mixed-Wettkampf war er gemeinsam mit Deedra Irwin lange im absoluten Vorderfeld zu finden, Irwin schoss aber beim letzten Schießen zwei Strafrunden und überquerte als Sechste die Ziellinie. Im Rahmen der WM 2023 erzielte er als bestes Resultat Rang 31 im Sprint.

### Knieverletzung und erfolgreiche Rückkehr
Schon vor Saisonbeginn, im November 2022, spürte Schommer nach eigener Aussage „ein Stechen im linken Knie“, was sich später als Knorpelverletzung herausstellte. Die Ursache konnte schnell auf Nachwirkungen einer vorherigen Operation am Knie aus dem Jahr 2019 zurückgeführt werden, wegen welcher er die Saison 2018/19 nahezu komplett hatte ausfallen lassen müssen. Aus diesem Grund beendete der US-Amerikaner nach den Weltmeisterschaften 2023 seine Saison und unterzog sich einer weiteren Operation. Nachdem die Verletzung zunächst auskuriert schien, traten während eines Trainingscamps in Vuokatti im November des Jahres erneute Komplikationen wie Schwellungen und „mechanische Geräusche“ auf, sodass sich Schommer sofort aus dem Wettkampfgeschehen zurückzog und sich Anfang Dezember zum dritten Mal operieren ließ.
Sein internationales Comeback gab Schommer nach einer fast zweijährigen Wettkampfpause im Januar 2025 beim IBU-Cup-Wochenende am Arber und belegte im zweiten Sprint auf Anhieb Rang 14. Noch deutlich erfolgreicher verliefen die Rennen in Ridnaun Anfang Februar, bei denen der 32-Jährige in Sprint und Verfolgung auf den dritten Platz lief und dabei nur fünf respektive acht Sekunden Rückstand auf den jeweiligen Sieger hatte. Daher wurde er auch für die Weltmeisterschaften nominiert und belegte im Einzel trotz dreier Schießfehler den 24. Rang. Das Staffelrennen beendete er mit Maxime Germain, Campbell Wright und Sean Doherty als Neunter.

## Persönliches
Paul Schommer kam in Appleton im US-Bundesstaat Wisconsin zur Welt und wuchs dort auch auf. Im Jahr 2010 schloss er die High School in der Nachbargemeinde Kimberly ab und studierte anschließend bis 2015 Chemie am College of St. Scholastica in Duluth. Während seiner Schulzeit spielte er Fußball, war Wrestler und Crossläufer. Im Jahr 2008 begann er mit dem Skilanglauf, was er während seiner Studienzeit intensivierte. Schommer ist verheiratet und lebt in Wisconsin.

## Statistiken

### Weltcupplatzierungen
Die Tabelle zeigt alle Platzierungen (je nach Austragungsjahr einschließlich Olympische Spiele und Weltmeisterschaften).
- 1.–3. Platz: Anzahl der Podiumsplatzierungen
- Top 10: Anzahl der Platzierungen unter den ersten zehn (einschließlich Podium)
- Punkteränge: Anzahl der Platzierungen innerhalb der Punkteränge (einschließlich Podium und Top 10)
- Starts: Anzahl gelaufener Rennen in der jeweiligen Disziplin
- Staffel: inklusive Mixed- und Single-Mixed-Staffeln

| Platzierung               | Einzel | Sprint | Verfolgung | Massenstart | Staffel | Gesamt |
| ------------------------- | ------ | ------ | ---------- | ----------- | ------- | ------ |
| 1. Platz                  |        |        |            |             |         |        |
| 2. Platz                  |        |        |            |             |         |        |
| 3. Platz                  |        |        |            |             |         |        |
| Top 10                    | 1      |        |            |             | 8       | 9      |
| Punkteränge               | 4      | 5      | 8          | 1           | 22      | 40     |
| Starts                    | 10     | 33     | 10         | 1           | 22      | 76     |
| Stand: Saisonende 2024/25 |        |        |            |             |         |        |

### Weltcupwertungen

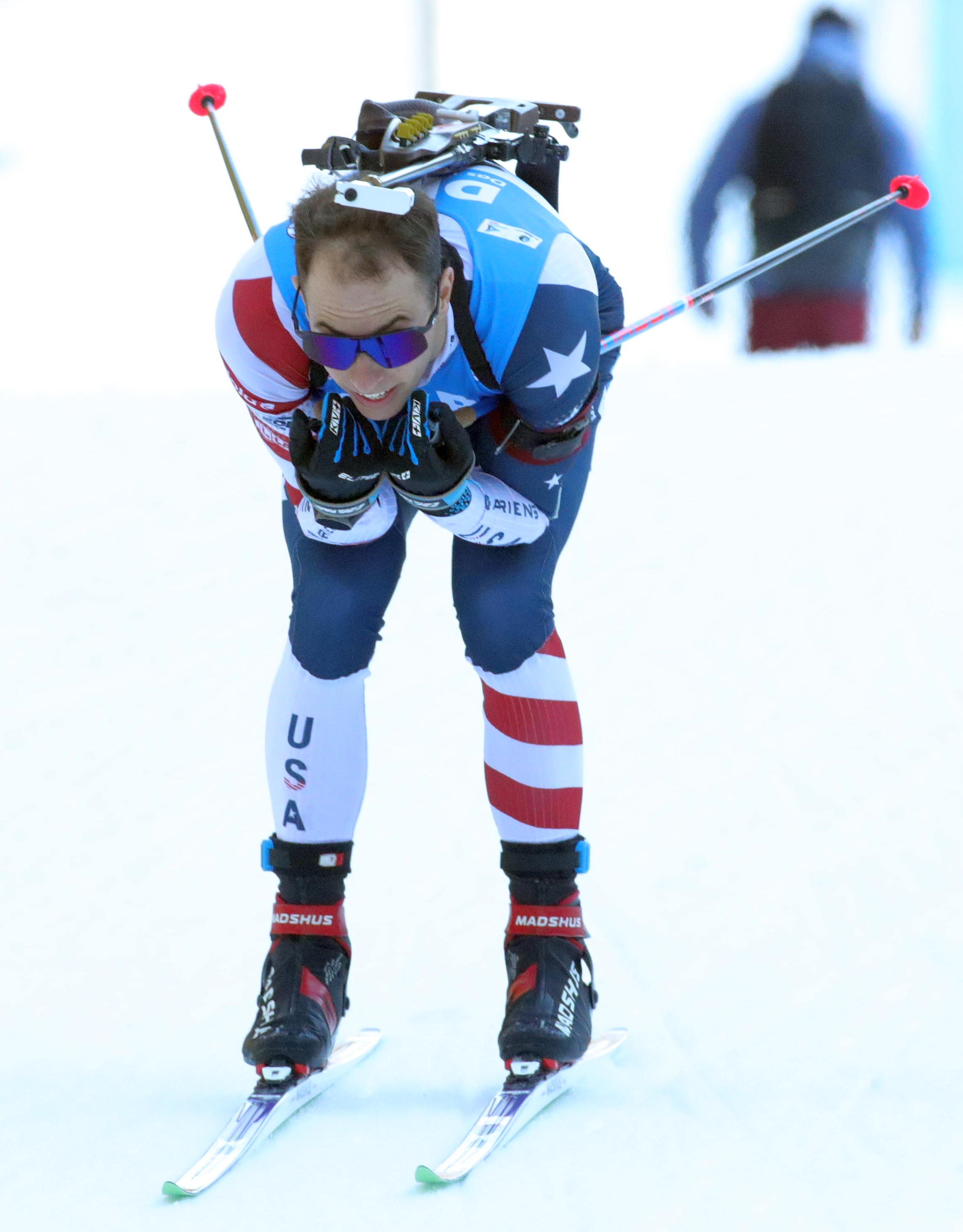
Schommer während des WM-Einzels 2023 in Oberhof

Ergebnisse bei Biathlon-Weltcups (Disziplinen- und Gesamtweltcup) gemäß Punktesystem:
| Saison  | Einzel | Einzel | Sprint | Sprint | Verfolgung | Verfolgung | Massenstart | Massenstart | Gesamt | Gesamt |
| Saison  | Platz  | Punkte | Platz  | Punkte | Platz      | Punkte     | Platz       | Punkte      | Platz  | Punkte |
| ------- | ------ | ------ | ------ | ------ | ---------- | ---------- | ----------- | ----------- | ------ | ------ |
| 2016/17 | 56.    | 8      | –      | –      | –          | –          | –           | –           | 92.    | 8      |
| 2020/21 | –      | –      | –      | –      | 77.        | 2          | –           | –           | 97.    | 2      |
| 2021/22 | 10.    | 51     | 60.    | 35     | 69.        | 10         | 38.         | 18          | 61.    | 114    |
| 2022/23 | 65.    | 1      | 60.    | 16     | 53.        | 21         | –           | –           | 42.    | 38     |

### Olympische Winterspiele
Ergebnisse bei Olympischen Winterspielen:
|                                        | Einzelwettbewerbe | Einzelwettbewerbe | Einzelwettbewerbe | Einzelwettbewerbe | Staffelwettbewerbe | Staffelwettbewerbe |
| Einzel                                 | Sprint            | Verfolgung        | Massenstart       | Männerstaffel     | Mixedstaffel       |                    |
| -------------------------------------- | ----------------- | ----------------- | ----------------- | ----------------- | ------------------ | ------------------ |
| Olympische Winterspiele 2022 \| Peking | 35.               | 74.               | –                 | –                 | 13.                | 7.                 |

### Weltmeisterschaften
Ergebnisse bei Weltmeisterschaften:
| Weltmeisterschaften | Weltmeisterschaften | Einzelwettbewerbe | Einzelwettbewerbe | Einzelwettbewerbe | Einzelwettbewerbe | Staffelwettbewerbe | Staffelwettbewerbe | Staffelwettbewerbe |
| Jahr                | Ort                 | Einzel            | Sprint            | Verfolgung        | Massenstart       | Männerstaffel      | Mixedstaffel       | S.-M.-Staffel      |
| ------------------- | ------------------- | ----------------- | ----------------- | ----------------- | ----------------- | ------------------ | ------------------ | ------------------ |
| 2020                | Antholz             | 48.               | 72.               | –                 | –                 | 8.                 | –                  | –                  |
| 2021                | Pokljuka            | 73.               | 71.               | –                 | –                 | 15.                | –                  | –                  |
| 2023                | Oberhof             | 77.               | 31.               | 52.               | –                 | 12.                | 13.                | 11.                |
| 2025                | Lenzerheide         | 24.               | 56.               | 39.               | –                 | 9.                 | –                  | –                  |